# Broncia Koller-Pinell
Broncia Koller-Pinell, née le 25 février 1863 à Sanok et morte le 26 avril 1934 à Oberwaltersdorf, est une peintre expressionniste autrichienne. Elle peignait principalement des portraits et des natures mortes.

## Galerie

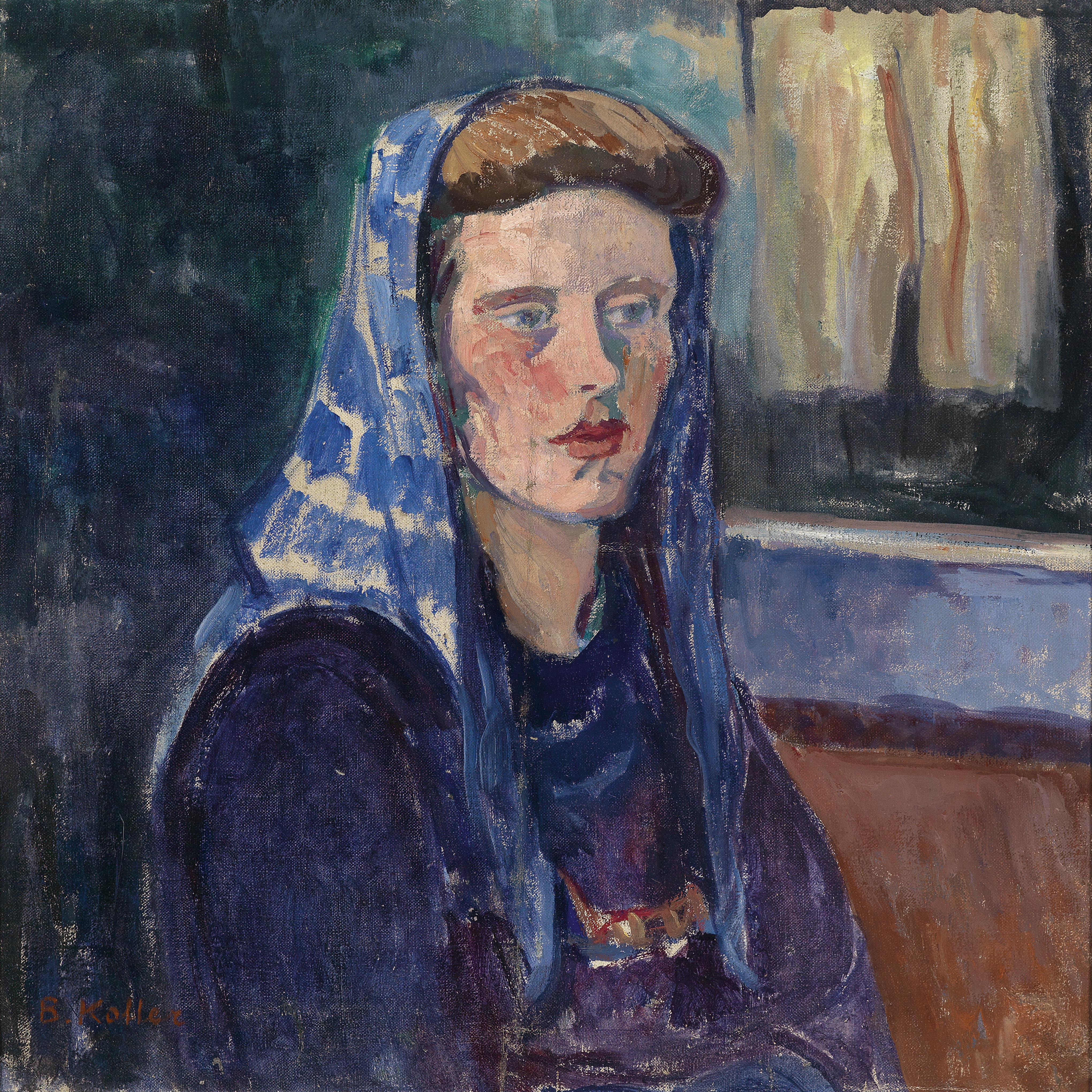
Femme avec foulard bleu (date inconnue)
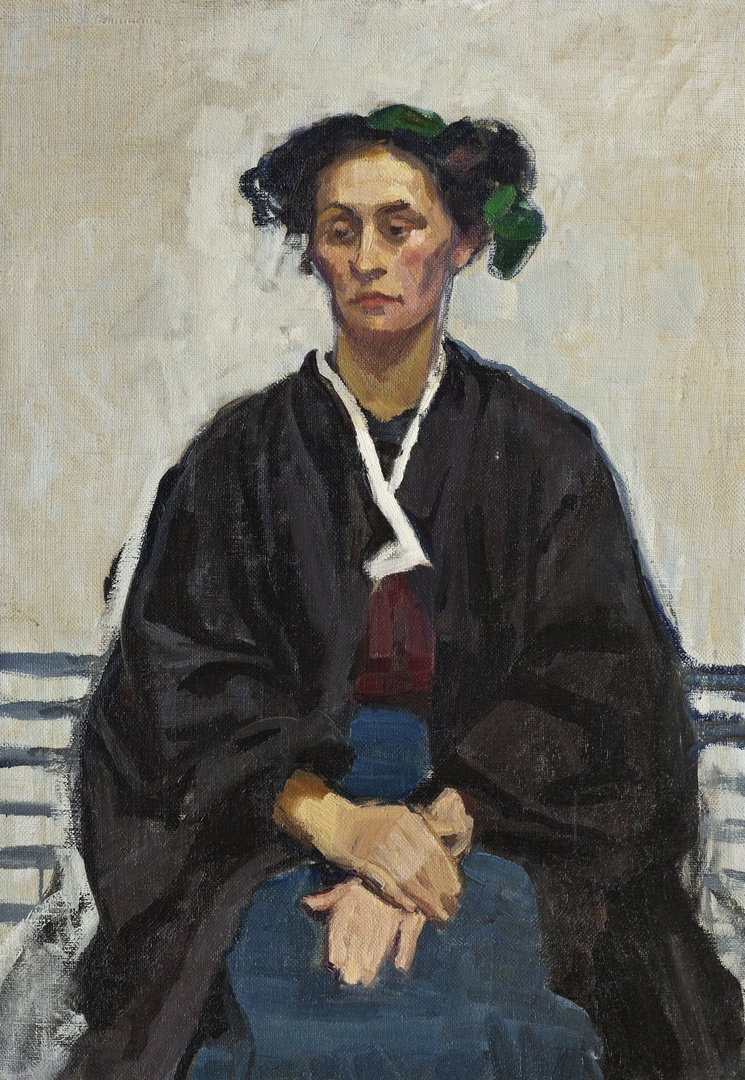
Autoportrait (1910)
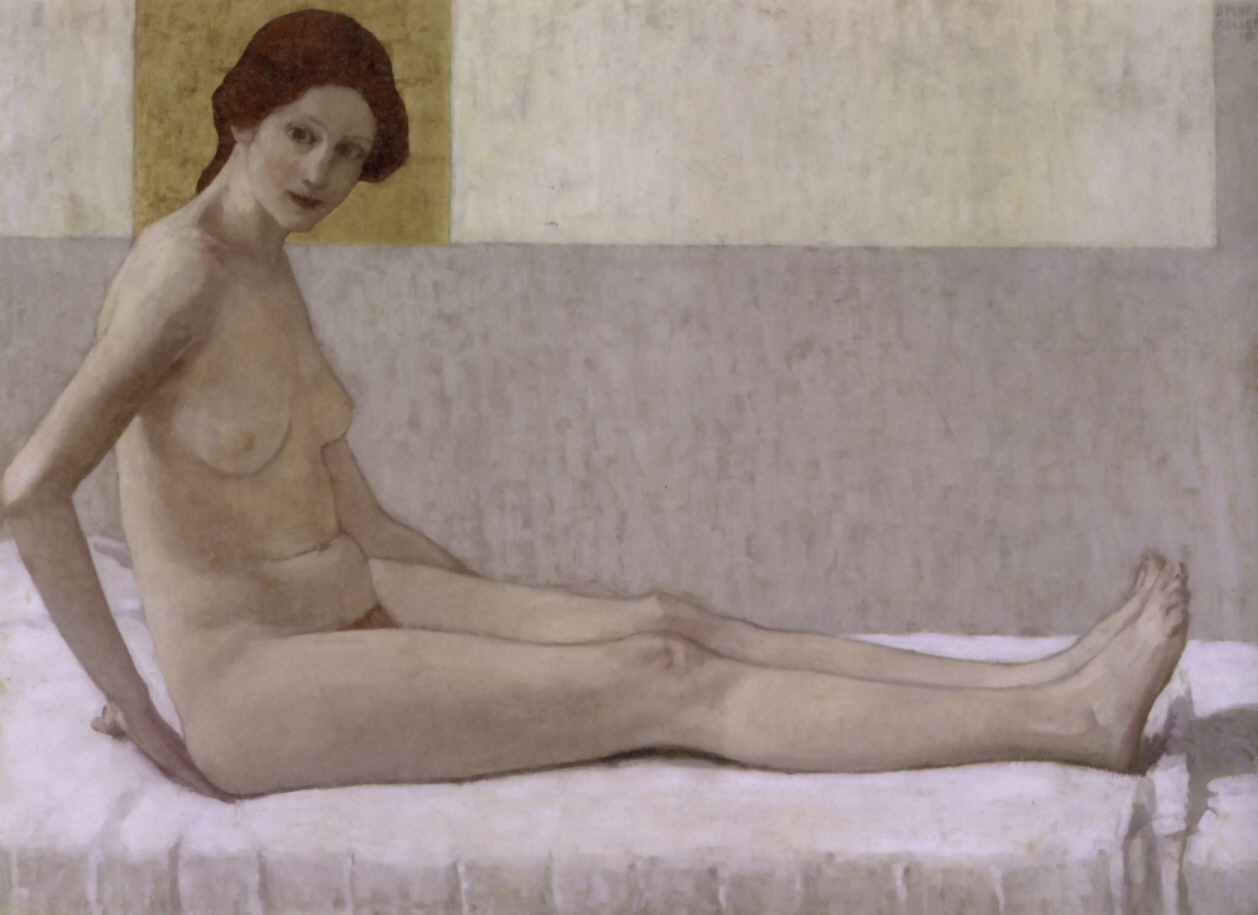
Assise
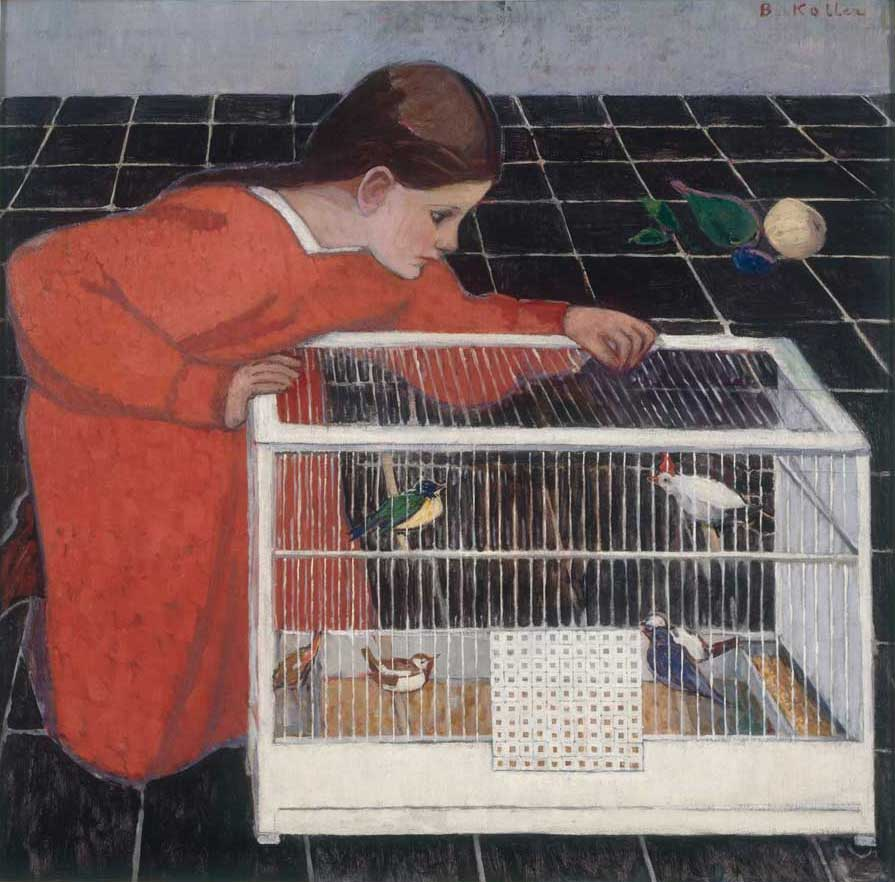
Silvia Koller avec l’oiseau à la cage (c. 1905)
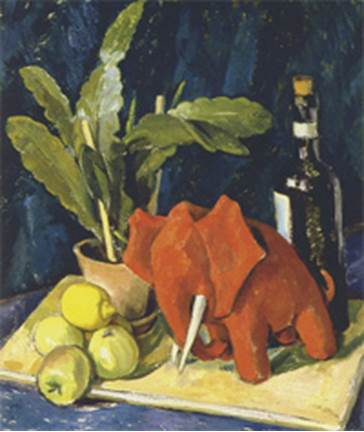
Nature morte avec éléphant rouge (c. 1920)
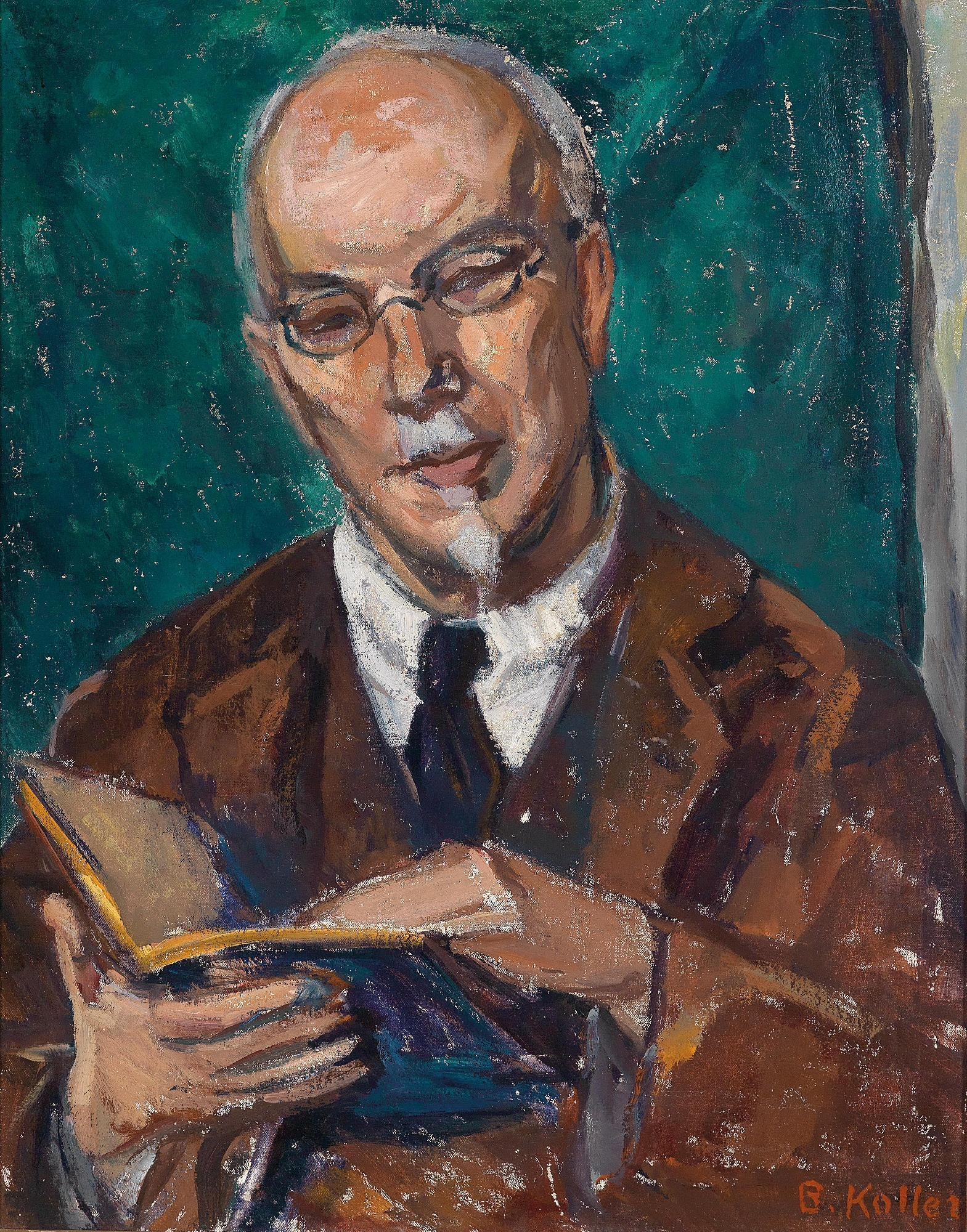
Portrait de Friedrich Eckstein